# Charondas z Katany
Charondas z Katany (gr. Χαρώνδας VI wiek p.n.e.) - grecki filozof i prawodawca, urodzony na Sycylii, działający około połowy VI wieku p.n.e. w Wielkiej Grecji. 
Zwolennik i prawdopodobnie uczeń Pitagorasa. Jako ajsymneta nadał prawa swemu rodzinnemu miastu. Przyjęły je również inne miasta sycylijskie m.in. Leontinoi, Himera, a nawet Kapadocja w Azji Mniejszej (według Strabona). Arystoteles w Polityce (ks. 2, 9, 8) podaje, że najważniejszą nowością praw Charondasa było wprowadzenie możliwości zaskarżania fałszywego świadectwa, przy tym prawa te miały odznaczać się wielką ścisłością. Według Polityki 4, 10, 6 wysokość grzywny za uchylanie się od sprawowania obowiązków sędziego Charondas uzależnił od posiadanego majątku. 
Szereg praw przypisywanych Charondasowi przekazał Diodor z Sycylii.
Legenda głosi, że Charondas popełnił samobójstwo z powodu złamania jednego z ustanowionych przez siebie praw.